# Großsteingräber bei Immekath
Die Großsteingräber bei Immekath waren ursprünglich sechs megalithische Grabanlagen der jungsteinzeitlichen Tiefstichkeramikkultur bei Immekath, einem Ortsteil von Klötze im Altmarkkreis Salzwedel, Sachsen-Anhalt. Heute existieren nur noch zwei Anlagen, die restlichen vier wurden im 19. Jahrhundert zerstört.

## Lage
Grab 1 befindet sich 2,4 km nordwestlich von Immekath in einem Wald. Grab 2 befindet sich 2,0 km nordwestlich des Ortes und 450 m südöstlich von Grab 1 auf einem Feld. Grab 3 lag südlich von Immekath auf dem Gebiet der Wüstung Pressau, Grab 4 bei der Hoppermühle rechts der Jeetze, Grab 5 in der Nähe am linken Ufer der Jeetze und Grab 6 im Giez-Kamp zwischen Immekath und Nesenitz.
In der näheren Umgebung gibt es mehrere weitere Großsteingräber. Etwa 1,1 km nordöstlich von Grab 1 liegt das Großsteingrab Ristedt (eine erhaltene von ursprünglich wohl acht Anlagen). 2,1 km nordwestlich von Grab 1 befinden sich die Großsteingräber bei Tangeln.

## Forschungsgeschichte
Die Gräber wurden erstmals 1843 durch Johann Friedrich Danneil beschrieben. Eduard Krause und Otto Schoetensack stellten Anfang der 1890er Jahre bei einer erneuten Aufnahme der Großsteingräber der Altmark fest, dass nur noch zwei Gräber erhalten waren. Die restlichen Anlagen waren in der Zwischenzeit zerstört worden. 2003–04 erfolgte eine weitere Aufnahme und Vermessung aller noch existierenden Großsteingräber der Altmark als Gemeinschaftsprojekt des Landesamts für Denkmalpflege und Archäologie Sachsen-Anhalt, des Johann-Friedrich-Danneil-Museums Salzwedel und des Vereins „Junge Archäologen der Altmark“.

## Beschreibung

### Erhaltene Gräber

#### Grab 1

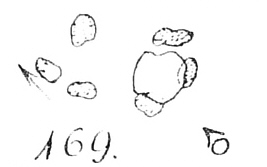
Grundriss des Grabes Immekath 1 nach Krause/Schoetensack

Grab 1 gehört zum Typ der Großdolmen. Die Hügelschüttung ist oval und 6,1 m lang. Ihre Höhe beträgt 0,6 m. Eine Grabeinfassung ist nicht vorhanden. Die Grabkammer ist ost-westlich orientiert. Sie besteht heute noch aus sechs Wandsteinen und einem Deckstein. Mehrere weitere Wandsteine und zwei Decksteine haben sich nicht erhalten. Der noch vorhandene Deckstein misst 2,0 m × 1,8 m × 0,8 m und liegt mittlerweile schräg in der Grabkammer. Die Kammer selbst ist rechteckig und besitzt die Innenmaße 3,7 m × 1,6 m.
Im Mai 2024 wurde der noch erhaltene Deckstein von Unbekannten entwendet und das Grab dabei erheblich beschädigt. Der Täter konnte ermittelt werden und wurde im Februar 2025 durch das Amtsgericht Gardelegen zur Herausgabe des 500 kg Steins sowie zur Zahlung einer Geldstrafe verurteilt. Auf seinem Grundstück wurden weitere Steine gefunden, die aber nicht zugeordnet wurden. Sie könnten zum Teil ebenfalls von der Anlage stammen, die früher mehr Steine besaß.

#### Grab 2

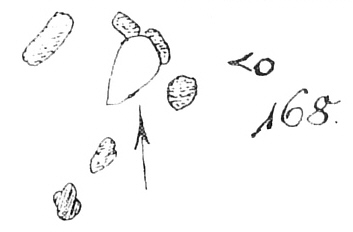
Grundriss des Grabes Immekath 2 nach Krause/Schoetensack

Grab 2 gehört ebenfalls zum Typ der Großdolmen. Die Hügelschüttung ist heute stark angepflügt und kaum noch erhalten. Auch die Grabeinfassung fehlt heute völlig. Bei Untersuchungen im Jahr 1931 konnten noch zwei Umfassungssteine ausgemacht werden, die aber schon 1932 nicht mehr vorhanden waren. Die Grabkammer ist nordwest-südöstlich orientiert. Nur fünf Wandsteine und ein Deckstein haben sich erhalten, weitere fehlen, darunter vier Decksteine. Der noch vorhandene Deckstein misst 2,3 m × 1,7 m × 0,9 m. Die Kammer besitzt die Innenmaße 6,2 m × 1,2 m.

### Zerstörte Gräber

#### Grab 3
Anlage 3 besaß eine Grabkammer mit einer Länge von 5 m und einer Breite von 2,5 m. Das Grab besaß 3 Decksteine. Vermutlich handelte es sich um einen Großdolmen.

#### Grab 4
Das Grab war bei seiner Untersuchung durch Johann Friedrich Danneil in den 1830er Jahren bereits teilweise zerstört. Es hatte eine Gesamtlänge von 9,4 m und eine Breite von 5 m. Über die Grabkammer liegen keine Informationen vor, sodass sich der genaue Grabtyp nicht bestimmen lässt.

#### Grab 5
Grab 5 war bei Danneils Untersuchung bereits stark zerstört. Über Ausrichtung, Maße und Grabtyp liegen keine näheren Informationen vor.

#### Grab 6
Grab 6 hatte eine Gesamtlänge von 11,3 m und eine Breite von 6,3 m. Die Grabkammer besaß vier Decksteine. Es handelte sich somit entweder um einen Großdolmen oder ein Ganggrab.